# La Tour-en-Jarez
La Tour-en-Jarez är en kommun i departementet Loire i regionen Auvergne-Rhône-Alpes i centrala Frankrike. Kommunen ligger i kantonen Saint-Héand som tillhör arrondissementet Saint-Étienne. År 2022 hade La Tour-en-Jarez 1 484 invånare.

## Befolkningsutveckling
Antalet invånare i kommunen La Tour-en-Jarez
| Referens: INSEE |

## Vänorter
La Tour-en-Jarez har följande vänort (gemensamt med L'Étrat):
- Vörstetten, Tyskland[källa behövs]